# Mondeville (Essonne)
 Mondeville  es una población y comuna francesa, ubicada en la región de Isla de Francia, departamento de Essonne, en el distrito de Étampes y cantón de La Ferté-Alais.

## Demografía
| 309 | 322 | 368 | 443 | 581 | 688 |
| Para los censos de 1962 a 1999 la población legal corresponde a la población sin duplicidades (Fuente: INSEE [Consultar]) |     |     |     |     |     |